# Christina Rosendahl
Christina Rosendahl (født 5. januar 1971 i Nykøbing Falster) er en dansk filminstruktør bl.a. kendt for spillefilmene Idealisten (2015), Vores mand i Amerika (2020) og Fuld af kærlighed (2024). Christina er uddannet instruktør fra Super16 i 2002. Forinden studerede hun bl.a. litteraturvidenskab og film- og medievidenskab på Københavns Universitet, mens hun også har gået på Den Europæiske Filmhøjskole og New York Film Academy.
Hun debuterede med Stjernekigger (dokumentarfilm) (2002) der hen over fire år følger Swan Lees kamp for at bryde igennem i Danmark. Hendes ungdomsfilm Supervoksen (2006) vandt Robert-prisen for Årets børne- og familiefilm i 2007, og i 2017 modtog hun en sær-bodil for sit filmpolitiske arbejde, som forkvinde for Danske Filminstruktører.
Christina sad som forkvinde i Danske Filminstruktører fra 2014 til 2022. Christina Rosendahl er søster til sangerinden Pernille Rosendahl.

## Eksterne Henvisninger
- Christina Rosendahl på Internet Movie Database (engelsk)
- Christina Rosendahl på Filmdatabasen
- Christina Rosendahl på danskefilm.dk
- Christina Rosendahl på danskfilmogtv.dk
- Christina Rosendahl på Scope
- Christina Rosendahl på The Movie Database (engelsk)